# 아메온나

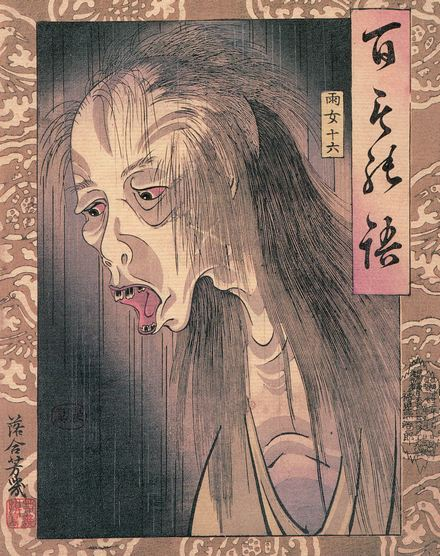
오치아이 요시이쿠그림『햐쿠모노가타리 아메온나』

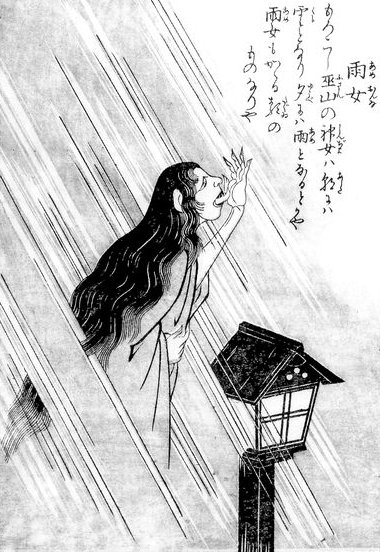
도리야마 세키엔『곤쟈쿠햣키슈이』에서의 ‘아메온나’

아메온나(雨女)는 비를 부른다고 하는 일본의 요괴이다. 또한, 그 행동이 비를 부른다고 여겨지는 여성도 이렇게 부른다.
한국어로 우녀다.

## 기원
태어난 지 별로 안된 아이가 비오는 날에 행방불명되어, 그 아이를 잃어버린 여성이 아메온나가 되어 울고있는 어린이의 곁에 커다란 자루를 매고 나타난다는 설도 있다.
또한 ‘비를 부르는 성가신 요괴’ 라는 말도 있지만, 가뭄이 계속될 때에 비를 내려주어 ‘비를 원하는 사람을 도와주는 요괴’ 라는 신성한 ‘비신(神)’의 일종이라는 설도 있다.。
나가노현 시모이나군에서는 아메온바(雨おんば)라고도 하며, 비가 내리는 밤에 나타나 어린이를 유괴하는 요괴, 혹은 비가 오는 날에 방문하는 신이 타락하여 요괴화한 것이라는 설도 있다.

## 개인에 관한 용언으로써의 아메온나, 아메오토코
위의 이야기를 토대로, 여성이 무언가（외출이나 중요행동 등）를 하려고 하면, 당연히 비가 내리게하는（혹은 것처럼 보이는）사람을 ‘아메온나’ 라고 부르게 되었다. 마찬가지로 남성은 아메오토코(雨男)라고 불린다. 또한 이와 비슷한 개념으로, ‘하레온나, 하레오토코(晴れ女,晴れ男)’ 가 있다.
또한, 말의 구성이 위와 닮은 유키오토코와 유키온나는 다른 종류의 민간전승으로, 공상 속의 존재이다. 여기에 대해서, 현재 말하고 있는 아메온나, 아메오토코（하레온나, 하레오토코 포함）는, 어느 실제의 특정 개인에 대하여, ‘～씨는 아메온나（아메오토코）다.’ 와 같이 간주하다.와 같은 용언이 된 점에서 차이가 있다.